# Einheitslieder

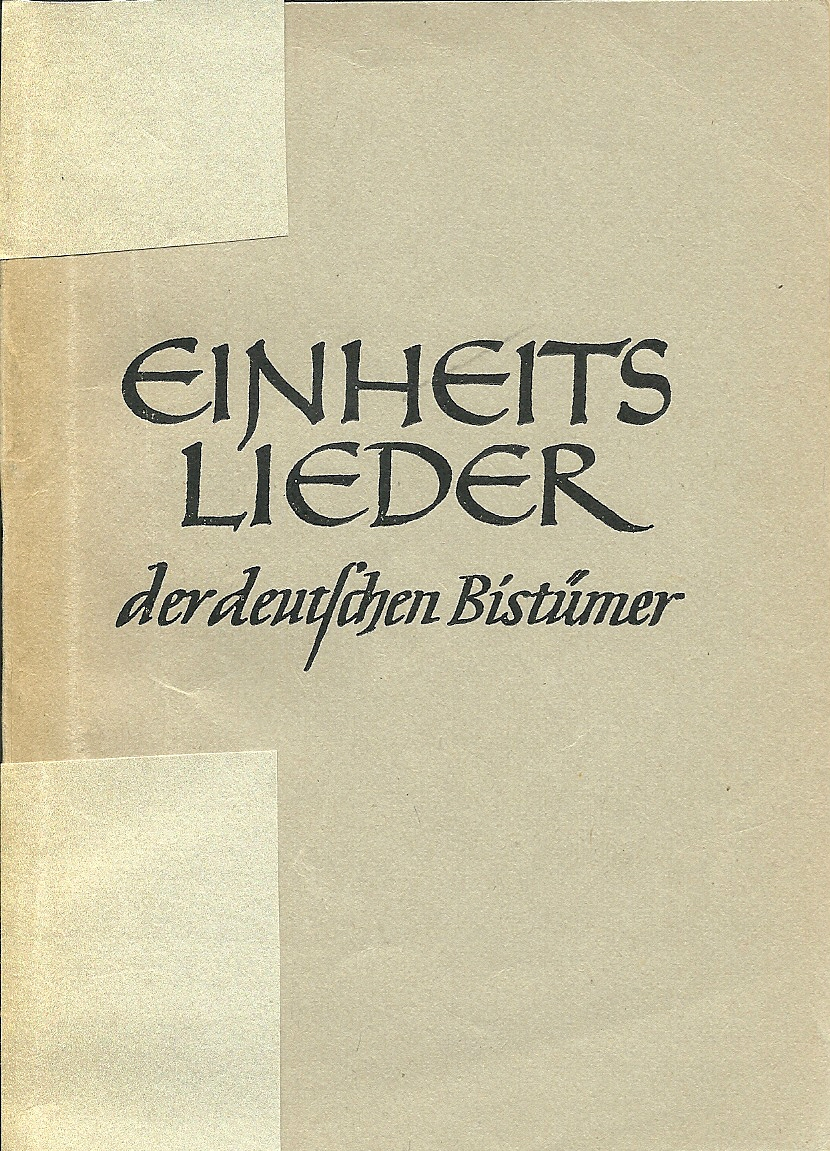
Titel der Authentischen Gesamtausgabe 1947

Einheitslieder sind Listen von deutschsprachigen Kirchenliedern, die im 20. Jahrhundert von der katholischen Deutschen Bischofskonferenz erstellt wurden, um ein einheitliches religiöses Liedgut im deutschsprachigen Katholizismus zu befördern.

## Einheitslieder 1916
Die Reformation hat auch im deutschsprachigen Katholizismus die Entstehung muttersprachlicher Kirchenlieder begünstigt. Bei Wallfahrten, Prozessionen und Andachten wurden deutsche Lieder gesungen, und es kam zur Bildung des Deutschen Hochamts als Sonderform der katholischen Messliturgie.
Ein von Heinrich Bone 1847 herausgegebenes Gesangbuch namens Cantate! erfuhr eine große Verbreitung in Deutschland. Gegen Ende des 19. Jahrhunderts entstand infolge der Wanderungsbewegungen in der deutschen Bevölkerung im Zuge der Industrialisierung eine Diskussion um ein Allgemeines deutsches Kirchengesangbuch, angestoßen von dem Münsteraner Alttestamentler Bernhard Schäfer. Bedenken wurden dagegen geäußert, weil man Einbußen im Kirchengesang befürchtete, wenn durch ein solches Buch in vielen Bistümern neue Melodien zu bekannten Kirchenliedern eingeführt werden sollten. Der Cäcilienverband – maßgeblichen Einfluss hatte Gustav Erlemann – befürwortete stattdessen zunächst die Erstellung einer Liste mit Einheitsliedern.
Eine solche Liste mit 23 Liedern zu 20 Melodien, zusammengestellt von Hermann Müller, gab die Fuldaer Bischofskonferenz am 23. August 1916 heraus.

„Ihr Hauptzweck besteht darin, bei religiösen Zusammenkünften von Katholiken aus verschiedenen deutschen Diözesen (z. B. bei Wallfahrten, Katholikentagen u.dgl.) die Möglichkeit darzubieten, deutsche Kirchenlieder allgemeinen Charakters gemeinschaftlich singen zu können, die in allen Diözesen nach Text und Melodie übereinstimmen. Um dieses so wichtige und langerstrebte Ziel wirksam zu erreichen, dürfen in  Zukunft diese Lieder nur noch in der hier dargebotenen Weise gesungen werden.“

Jedoch gelang es wegen des Ersten Weltkrieges nur zögernd, diese Liste in den deutschen Bistümern einzuführen. Die angestrebte Verbindlichkeit ließ sich nicht durchsetzen.
Liste der Einheitslieder (1916)
| Nr. | Name                                    |
| --- | --------------------------------------- |
| 1   | Alles meinem Gott zu Ehren              |
| 2   | Christi Mutter stand mit Schmerzen      |
| 3   | Der du das blinde Heidentum             |
| 4   | Du Gottmensch bist mit Fleisch und Blut |
| 5   | Fest soll mein Taufbund                 |
| 6   | Gelobt sei Jesus Christus               |
| 7   | Großer Gott, wir loben dich             |
| 8   | Ich will dich lieben                    |
| 9   | Jesus, dir leb ich                      |
| 10  | Jesus, du bist hier zugegen             |
| 11  | Ihr Freunde Gottes                      |
| 12  | In dieser Nacht                         |
| 13  | Komm, Schöpfer Geist                    |
| 14  | Kommt herab, ihr Himmelsfürsten         |
| 15  | Maria zu lieben                         |
| 16  | Mein Testament soll sein am End         |
| 17  | Mitten in dem Leben                     |
| 18  | O Christ, hie merk                      |
| 19  | O Engel rein                            |
| 20  | O Haupt voll Blut und Wunden            |
| 21  | O unbesiegter Gottesheld                |
| 22  | Tausendmal ich dich begrüße             |
| 23  | Wir beten an                            |

## Einheitslieder 1947/1949
Einen zweiten Anlauf zu einer Liste von Einheitsliedern unternahm im Auftrag der Fuldaer Bischofskonferenz ab 1942 eine Kommission von Kirchenmusikern unter Leitung des Trierer Bischofs Franz Rudolf Bornewasser, der früher Direktor der Kirchenmusikschule St. Gregorius-Haus in Aachen gewesen war. Die Liste von 74 Liedern wurde am 29. Juni 1947 herausgegeben und von der Bischofskonferenz als „Pflichtlieder“ zur Aufnahme in die Kirchengesangbücher aller deutschen Diözesen vorgeschrieben. Erzbischof Bornewasser bezog sich in seinem Geleitwort zur „Authentischen Gesamtausgabe“ auf den lebendigen „Wunsch nach einem allen deutschen Katholiken gemeinsamen Liedgut“; der Kanon von Liedern möge zur Vereinheitlichung, aber auch zur Verinnerlichung des Kirchengesanges führen.
Zu den so genannten E-Liedern kam im Sommer 1949 eine weitere Liste von so genannten e-Liedern (Einheitslieder der nordwestdeutschen Bistümer), die nicht verpflichtend in die Diözesangesangbücher aufgenommen werden sollten, die jedoch im Falle ihrer Aufnahme in der einheitlichen Fassung veröffentlicht werden sollten.
Die meisten Diözesen – auch in Österreich – brachten inzwischen jedoch ihre eigenen Diözesan-Gebetbücher heraus, für die nach Ende des Zweiten Weltkriegs dringender Bedarf bestand. In diese Bücher wurden übereinstimmend lediglich die Messgebete in der Fassung des deutschen Einheitstextes von 1928 und die meisten E-Lieder übernommen. Vollständig übernommen wurden die Einheitslieder in den Diözesan-Gebetbüchern von Aachen, Köln sowie dem gemeinsamen Diözesangegesangbuch für Salzburg und Gurk (Kärnten).
Bei der Erstellung des 1975 erschienenen gemeinsamen Gebet- und Gesangbuchs Gotteslob wurde auch die Rezeption der Einheitslieder geprüft. Österreich hatte lediglich 45 und die Schweiz nur 21 der 74 Einheitslieder eingeführt, und „nicht alle Einheitslieder hatten sich in der Singepraxis der Gemeinden bewährt“, „viele Lieder entsprachen nicht mehr den heutigen [liturgischen, kulturellen und musikalischen] Anforderungen.“ In das Gotteslob von 1975 wurden 27 Lieder unverändert aufgenommen, 25 mit nur textlichen Änderungen, eines mit nur melodischen Änderungen, 11 mit textlichen und melodischen Änderungen; 10 Einheitslieder wurden nicht aufgenommen.

### Liste der Einheitslieder der deutschen Bistümer (E-Lieder)
Angegeben ist auch die Rezeption der Lieder in der von der Arbeitsgemeinschaft für ökumenisches Liedgut erarbeiteten Liste Gemeinsame Kirchenlieder („Ö-Lieder“, 1973) sowie dem Gotteslob (Ausgaben 1975 bzw. 2013), jeweils mit der Nummer. Bei textlichen Abweichungen in der ersten Zeile ist die Version im Gotteslob 1975 kursiv angegeben.
| Nr. | Name                                                                                        | Ö-Lied (1973) | Gotteslob (1975) | Gotteslob (2013) |
| --- | ------------------------------------------------------------------------------------------- | ------------- | ---------------- | ---------------- |
| 1   | Alles meinem Gott zu Ehren                                                                  |               | 615              | 455              |
| 2   | Aus meines Herzens Grunde                                                                   | 93            | 669              | 86               |
| 16  | In dieser Nacht sei du mir Schirm und Wacht                                                 |               | 703              | 91               |
| 17  | Bevor des Tages Licht vergeht                                                               | 96            | 696              | 663              |
| 3   | Zu dir, o Gott, erheben wir                                                                 |               | 462              | 142              |
| 4   | Gott in der Höh sei Preis und Ehr                                                           | 55            | 464              | 172              |
| 5   | Du hast, o Herr, dein Leben O Gott, nimm an die Gaben                                       |               | 468              | 185              |
| 6   | Lasst uns erheben Herz und Stimm Heilig ist Gott in Herrlichkeit                            | 63            | 469              | 199              |
| 7   | O du Lamm Gottes, unschuldig O Lamm Gottes, unschuldig                                      | 23            | 470              | 203              |
| 8   | O Jesu, all mein Leben bist du                                                              |               | 472              | 377              |
| 9   | Dein Gnad, dein Macht und Herrlichkeit                                                      |               | ---              | ---              |
| 10  | Wir glauben an den einen Gott                                                               |               | 467              | 180,2            |
| 11  | Wir weihn der Erde Gaben                                                                    |               | 480              | 187              |
| 12  | Heilig, heilig, heilig ist Gott, der Herr der Heere/Mächte                                  |               | 481              | 196              |
| 13  | O du Lamm Gottes, das du hinwegnimmst die Sünden der Welt                                   |               | ---              | ---              |
| 14  | O heilge Seelenspeise                                                                       |               | 503              | 213              |
| 15  | Nun danket all und bringet Ehr                                                              | 58            | 267              | 403              |
| 56  | Jesus, dir leb ich                                                                          |               | ---              | 367              |
| 39  | Ihr Christen, hoch erfreuet euch                                                            |               | 229              | 339              |
| 27  | Heilige Namen allzeit beisammen, Jesus, Maria, Joseph!                                      |               | ---              | ---              |
| 28  | Tu auf, tu auf du schönes Blut                                                              |               | ---              | ---              |
| 49  | O Christ, hie merk                                                                          |               | ---              | ---              |
| 55  | Ich glaub an Gott in aller Not                                                              |               | ---              | ---              |
| 61  | Mein Zuflucht alleine                                                                       |               | ---              | ---              |
| 69  | Fest soll mein Taufbund immer stehen                                                        |               | ---              | ---              |
| 19  | Gott, heilger Schöpfer aller Stern                                                          | 3             | 116              | 230              |
| 18  | Aus hartem Weh die Menschheit klagt                                                         |               | 109              | ---              |
| 20  | O Heiland, reiß die Himmel auf                                                              | 4             | 105              | 231              |
| 22  | Es kam ein Engel hell und klar Vom Himmel hoch, da komm ich her (GL 2013)                   | 13            | 138              | 237              |
| 26  | Zu Bethlehem geboren ist uns ein Kindelein                                                  |               | 140              | 239              |
| 21  | Es ist ein Ros entsprungen                                                                  | 15            | 132              | 243              |
| 24  | In dulci jubilo                                                                             | 11            | 142              | 253              |
| 25  | Mit süßem Jubelschall                                                                       |               | ---              | ---              |
| 23  | Gelobet seist du, Jesu Christ                                                               | 10            | 130              | 252              |
| 29  | O Haupt voll Blut und Wunden                                                                | 26            | 179              | 289              |
| 32  | O du hochheilig Kreuze                                                                      |               | 182              | 294              |
| 30  | Da Jesus an dem Kreuze stund                                                                |               | 187              | ---              |
| 33  | O Traurigkeit, o Herzeleid                                                                  |               | 188              | 295              |
| 31  | Christi Mutter stand mit Schmerzen                                                          |               | 584              | 532              |
| 34  | Christ ist erstanden von der Marter alle                                                    | 29            | 213              | 318              |
| 36  | Nun singt dem Herrn ein neues Lied Das ist der Tag, den Gott gemacht                        |               | 220              | 329              |
| 35  | Freu dich, du werte Christenheit Nun freue dich, du Christenheit                            |               | 222              | ---              |
| 37  | Lasst uns erfreuen herzlich sehr                                                            |               | 585              | 533              |
| 38  | Freu dich, du Himmelskönigin                                                                |               | 576              | 525              |
| 40  | Christ fuhr gen Himmel                                                                      | 34            | 228              | 319              |
| 41  | Komm, heilger Geist, o Schöpfer du Komm, heilger Geist, der Leben schafft                   |               | 241              | 342              |
| 44  | Komm, Schöpfer Geist, kehr bei uns ein                                                      |               | 245              | 351              |
| 42  | Komm, o Geist der Heiligkeit                                                                |               | ---              | ---              |
| 43  | Nun bitten wir den heiligen Geist                                                           | 36            | 248              | 348              |
| 45  | Allein Gott in der Höh sei Ehr                                                              | 54            | 457              | 170              |
| 46  | Gelobt sei Gott der Vater                                                                   |               | ---              | ---              |
| 47  | Preise, Zunge, das Geheimnis Das Geheimnis lasst uns künden                                 |               | 544              | 493              |
| 50  | Jesus, du bist hier zugegen                                                                 |               | ---              | 492              |
| 48  | Gott sei gelobet und gebenedeiet                                                            |               | 494              | 215              |
| 51  | Schönster Herr Jesu                                                                         | 67            | 551              | 364              |
| 52  | Ich will dich lieben, meine Stärke                                                          |               | 558              | 358              |
| 53  | O Herz des Königs aller Welt                                                                |               | 549              | 369              |
| 54  | Gelobt seist du, Herr Jesu Christ                                                           |               | 560              | 375              |
| 57  | Ave Maria klare                                                                             |               | 581              | ---              |
| 58  | Ave Maria zart                                                                              |               | 583              | 527              |
| 60  | Sagt an, wer ist doch diese                                                                 |               | 588              | 531              |
| 59  | Gegrüßet seist du, Königin                                                                  |               | 573              | 536              |
| 62  | Maria zu lieben Maria, dich lieben                                                          |               | 594              | 521              |
| 63  | Unüberwindlich starker Held, Sankt Michael                                                  |               | 606              | ---              |
| 64  | Ihr Freunde Gottes allzugleich                                                              |               | 608              | 542              |
| 65  | Großer Gott, wir loben dich                                                                 | 56            | 257              | 380              |
| 66  | Nun lobet Gott im hohen Thron                                                               | 41            | 265              | 393              |
| 67  | Lobe den Herren, den mächtigen König der Ehren                                              | 59            | 258              | 392              |
| 67  | Ein Haus voll Glorie schauet                                                                |               | 639              | 478              |
| 70  | In Gottes Namen fahren wir                                                                  |               | 303              | ---              |
| 71  | Gott, der Vater, wohn’ uns bei Gott, der Vater, steh uns bei                                |               | 305              | ---              |
| 73  | Wie mein Gott will, ich bin bereit                                                          |               | ---              | ---              |
| 72  | Wer heimlich seine Wohnestatt Wer unterm Schutz des Höchsten lebt/steht                     |               | 291              | 423              |
| 74  | Mitten in dem Leben sind wir vom Tod umfangen Mitten wir im Leben sind mit dem Tod umfangen | 70            | 654              | 503              |

### Liste der Einheitslieder der nordwestdeutschen Bistümer (e-Lieder)
| Nr | Name                                                                                       | Ö-Lied (1973) | Gotteslob (1975) | Gotteslob (2013) |
| -- | ------------------------------------------------------------------------------------------ | ------------- | ---------------- | ---------------- |
|    | Jesus, du treuer Heiland mein                                                              |               | ---              | ---              |
|    | Herr, erbarme dich unser                                                                   |               | 454              | 151              |
|    | Lasst uns Gott, dem Herrn lobsingen                                                        |               | ---              | 724,3            |
|    | Gott ist dreifaltig einer                                                                  |               | 489              | 354              |
|    | Nun bringen wir die Gaben                                                                  |               | ---              | ---              |
|    | Heilig, heilig, heilig bist du Herr der Heere Heilig, heilig heilig, Herr, Gott der Mächte |               | ---              | 196              |
|    | Christe, du Lamm Gottes                                                                    | 64            | 482              | 208              |
|    | Im Frieden dein, o Herre mein                                                              |               | 473              | 216              |
|    | Herr, sei gepriesen immerfort                                                              |               | ---              | ---              |
|    | Komm der Völker Heiland du                                                                 |               | ---              | ---              |
|    | Es flog ein Täublein weiße vom Himmel herab                                                |               | ---              | ---              |
|    | Ave Maria, gratia plena!                                                                   |               | 580              | 537              |
|    | Erhabne Mutter unsres Herrn                                                                |               | ---              | ---              |
|    | O selige Nacht!                                                                            |               | ---              | ---              |
|    | Als ich bei meinen Schafen wacht                                                           |               | ---              | 246              |
|    | Kommt, lasst uns niederfallen                                                              |               | ---              | ---              |
|    | Vom Himmel hoch, o Engel, kommt                                                            |               | ---              | ---              |
|    | Lasst uns das Kindlein wiegen                                                              |               | ---              | ---              |
|    | O süßester der Namen all                                                                   |               | ---              | ---              |
|    | Jesus ist ein süßer Nam                                                                    |               | ---              | ---              |
|    | Morgenstern der finstern Nacht                                                             | 66            | 555              | 372              |
|    | Wie schön leucht uns der Morgenstern                                                       | 87            | 554              | 357              |
|    | Wort des Vaters, Licht der Heiden                                                          |               | ---              | ---              |
|    | Dich liebt, o Gott, mein ganzes Herz                                                       |               | ---              | ---              |
|    | Zu dir in schwerem Leid komm ich, mein Herr und Gott                                       |               | ---              | ---              |
|    | Jesus ruft dir, o Sünder mein                                                              |               | ---              | ---              |
|    | Bei stiller Nacht zur ersten Wacht                                                         |               | ---              | ---              |
|    | Ist das der Leib, Herr Jesu Christ                                                         |               | ---              | 331              |
|    | Die ganze Welt, Herr Jesu Christ                                                           | 33            | 219              | 332              |
|    | Am Sonntag, eh die Sonn aufging                                                            |               | ---              | ---              |
|    | Nun danket Gott, ihr Christen all                                                          |               | ---              | ---              |
|    | Wahrer Gott, wir glauben dir                                                               |               | ---              | ---              |
|    | Tantum ergo sacramentum                                                                    |               | 541              | 496              |
|    | Wir beten an dich wahres Engelbrot                                                         |               | ---              | ---              |
|    | Das Heil der Welt, Herr Jesu Christ                                                        |               | 547              | 498              |
|    | Kommt her, ihr Kreaturen all                                                               |               | ---              | ---              |
|    | Sei, Leib des Heilands, mir gegrüßet                                                       |               | ---              | ---              |
|    | Ihr Engel allzumal                                                                         |               | ---              | ---              |
|    | Mein Herz gedenk, was Jesus tut                                                            |               | ---              | ---              |
|    | Unserm Herzen soll die Stunde                                                              |               | ---              | ---              |
|    | Jesus ist der beste Freund                                                                 |               | ---              | ---              |
|    | Ein Herz ist uns geschenket                                                                |               | ---              | ---              |
|    | Am Kreuze um die neunte Stund                                                              |               | ---              | ---              |
|    | Herz Jesu, Gottes Opferbrand                                                               |               | ---              | 371              |
|    | Dich, König, loben wir                                                                     |               | ---              | ---              |
|    | „Mir nach!“ spricht Christus, unser Held                                                   | 78            | 616              | 461              |
|    | Die Jungfrau auserkoren                                                                    |               | ---              | ---              |
|    | Gegrüßt seist du, Maria, rein                                                              |               | ---              | ---              |
|    | Maria ging hinaus                                                                          |               | ---              | ---              |
|    | Maria aufgenommen ist                                                                      |               | 587              | 522              |
|    | O Jungfrau zart, Maria schön                                                               |               | ---              | ---              |
|    | Königin im Himmelreich!                                                                    |               | 593              | ---              |
|    | Maria Königin, Mutter und Herrscherin                                                      |               | ---              | ---              |
|    | Ave, o Fürstin mein                                                                        |               |                  | ---              |
|    | Maria, breit den Mantel aus                                                                |               | 595              | 534              |
|    | Lasst uns Sankt Peter rufen an                                                             |               | ---              | ---              |
|    | Gelobt sei Gott im hohen Thron                                                             | 31            | ---              | ---              |
|    | Nun lasst uns alle loben Sankt Bonifatium                                                  |               | ---              | ---              |
|    | Sankt Anna, Mutter groß                                                                    |               | ---              | ---              |
|    | Herr Jesu Christ, der Jungfrauen Krone                                                     |               | ---              | ---              |
|    | Ein Danklied sei dem Herrn                                                                 |               | ---              | 382              |
|    | Dein Lob, Herr, ruft der Himmel aus                                                        |               | 263              | 381              |

## Einzelbelege
1. ↑  Bernhard Schäfer: Einheit in Liturgie und Disciplin für das katholische Deutschland., 1891, referiert in: Philipp Harnoncourt: Gesamtkirchliche und teilkirchliche Liturgie. Studien zum liturgischen Heiligenkalender und zum Gesang im Gottesdienst unter besonderer Berücksichtigung des deutschen Sprachgebiets. Herder Verlag, Freiburg-Basel-Wien 1974, ISBN 3-451-16742-5, S. 377.
2. ↑  Fabian Weber (Bearb.): Die Kardinalprotektoren, Generalpräsides und Präsidenten des Allgemeinen Cäcilien-Verbandes für Deutschland. 3. Fassung. Regensburg, Mai 2019, S. 31.
3. ↑  Vorwort vom Bischöflichen Generalvikar Franz Tilmann in: Gesang- und Gebetbuch für die Diözese Trier. Paulinus-Druckerei, Trier 1917 (17. Juli 1917).
4. ↑  Philipp Harnoncourt: Gesamtkirchliche und teilkirchliche Liturgie. Studien zum liturgischen Heiligenkalender und zum Gesang im Gottesdienst unter besonderer Berücksichtigung des deutschen Sprachgebiets. Herder Verlag, Freiburg-Basel-Wien 1974, ISBN 3-451-16742-5, S. 378–390; Martin Persch: EinheitsliederArtikel. In: Walter Kasper (Hrsg.): Lexikon für Theologie und Kirche. 3. Auflage. Band 3. Herder, Freiburg im Breisgau 1995.
5. ↑  Nummerierung nach: Philipp Harnoncourt: Gesamtkirchliche und teilkirchliche Liturgie. Studien zum liturgischen Heiligenkalender und zum Gesang im Gottesdienst unter besonderer Berücksichtigung des deutschen Sprachgebiets. Herder Verlag, Freiburg-Basel-Wien 1974, ISBN 3-451-16742-5, S. 387ff.
6. ↑  Philipp Harnoncourt: Gesamtkirchliche und teilkirchliche Liturgie. Studien zum liturgischen Heiligenkalender und zum Gesang im Gottesdienst unter besonderer Berücksichtigung des deutschen Sprachgebiets. Herder Verlag, Freiburg-Basel-Wien 1974; ISBN 3-451-16742-5; S. 392–396.
7. ↑  Redaktionsbericht 190f., zitiert bei: Hermann Ühlein: Kirchenlied und Textgeschichte Literarische Traditionsbildung am Beispiel des deutschen Himmelfahrtsliedes von der Aufklärung bis zur Gegenwart. Königshausen & Neumann Verlag, Würzburg 1996; ISBN 978-3-8260-1081-1; S. 134f.
8. ↑  Zählung nach: Fuldaer Bischofskonferenz (Hrsg.): Einheitslieder der deutschen Bistümer. Authentische Gesamtausgabe. Christophorus-Verlag, Freiburg im Breisgau, und Verlag B. Schott’s Söhne, Mainz 1947; in anderer Zählung: Liturgisches Institut (Hrsg.): Una voce. Die einheitlichen Gebete der deutschen Bistümer und der Einheitslieder. Verlag J.P. Bachem, Köln o. J. (1950).
9. ↑  „Ökumenische Lieder“, enthalten in:  Arbeitsgemeinschaft für christliches Liedgut (Hrsg.): Gemeinsame Kirchenlieder. Gesänge der deutschsprachige Christenheit. Berlin/Regensburg 1973, ISBN 3-87537-008-2 (Merseburger GmbH), ISBN 3-7917-0356-0 (Pustet) (Herausgegeben im Auftrag der christlichen Kirchen des deutschen Sprachbereichs); nach 1973 kamen weitere Ö-Lieder hinzu.
10. ↑  https://www.afk-freiburg.de/gotteslob/Gotteslob-Inhalt-vollstaendig-FR-RO.pdf
11. ↑  O wunderbare Speise
12. ↑  In der Übertragung von Maria Luise Thurmair (1969)
13. ↑  In der Übertragung von Liborius O. Lumma (2008)
14. ↑  „Ökumenische Lieder“, enthalten in:  Arbeitsgemeinschaft für christliches Liedgut (Hrsg.): Gemeinsame Kirchenlieder. Gesänge der deutschsprachige Christenheit. Berlin/Regensburg 1973, ISBN 3-87537-008-2 (Merseburger GmbH), ISBN 3-7917-0356-0 (Pustet) (Herausgegeben im Auftrag der christlichen Kirchen des deutschen Sprachbereichs); nach 1973 kamen weitere Ö-Lieder hinzu.
15. ↑  https://www.afk-freiburg.de/gotteslob/Gotteslob-Inhalt-vollstaendig-FR-RO.pdf